# آرسن پطروسیان
آرسن سامولی پطروسیان (ارمنی: Արսեն Սամվելի Պետրոսյան؛ زادهٔ ۲۷ سپتامبر ۱۹۹۱) یک بازیکن فوتبال، و دروازه‌بان اهل ارمنستان است.

## باشگاهی
از باشگاه‌هایی که در آن بازی کرده‌است می‌توان به باشگاه فوتبال گاندزاسار، آرارات ایروان، آلاشکرت و پیونیک اشاره کرد.

## تیم ملی
وی همچنین در  زیر ۲۱ سال ارمنستان و تیم ملی فوتبال ارمنستان بازی کرده‌است. پطروسیان نخستین و تنها بازی ملی خود را در QE-14 در تاریخ ۱۱ اکتبر ۲۰۱۱ در دوبلین در مقابل جمهوری ایرلند انجام داده‌است.

## = باشگاهی
=
پیونیک
- سوپر جام فوتبال ارمنستان (۱): ۲۰۱۱